# Hypositte malgache
Hypositta corallirostris
Genre
Espèce
Statut de conservation UICN

 LC  : Préoccupation mineure
L'Hypositte malgache (Hypositta corallirostris), appelé aussi Vanga-Sittelle ou Fausse sittelle, est une espèce de passereaux de la famille des Vangidae. C'est la plus petite espèce de cette famille.

## Description
L'Hypositte malgache mesure 13 à 14 cm.
Chez le mâle, la coloration générale est bleu gris. Le front, les lores et le menton sont noirs. Le bec est rouge vif avec l'extrémité noire. Les iris sont brun sombre.
La femelle diffère du mâle par la tête et les parties inférieures brun vert, les parties supérieures, les ailes et la queue bleu gris terne et le bec rouge plus terne.

## Source
- Langrand O. (1995) Guide des Oiseaux de Madagascar. Delachaux & Niestlé, Lausanne, Paris, 415 p.